# Guzmán de Alfarache
Guzmán de Alfarache es una novela picaresca escrita por Mateo Alemán y publicada en dos partes: la primera en Madrid en 1599, con el título de Primera parte de Guzmán de Alfarache, y la segunda en Lisboa en 1604, titulada Segunda parte de la vida de Guzmán de Alfarache, atalaya de la vida humana.
La obra relata las andanzas de un joven pícaro desde el punto de vista autobiográfico del mismo personaje una vez llegado a la edad madura. Por esta razón la obra contiene a partes iguales aventuras picarescas y comentarios de índole moralizante a cargo del narrador adulto, que se distancia e incluso reprueba su vida pasada. El Guzmán de Alfarache, de este modo, está concebido ya desde el prólogo como un extenso sermón doctrinal dirigido a una sociedad pecadora, y fue recibido como tal por sus contemporáneos; es, pues, un híbrido entre una novela de entretenimiento y un discurso moral.
La popularidad que alcanzó en su tiempo fue inmensa. Decenas de ediciones en el siglo XVII, traducciones tempranas al francés, alemán, inglés, italiano, e incluso latín, continuaciones apócrifas —antes de ser publicada la segunda parte apareció una Segunda parte del Guzmán de Alfarache atribuida a Juan Martí, pero que tal vez se debe con mayor probabilidad al impresor valenciano Juan Felipe Mey, escrita bajo el seudónimo de Mateo Luxán de Sayavedra (1602)— e imitaciones como el El guitón Onofre (1604) de Gregorio González, así lo corroboran.

## Género
El Guzmán asienta las características que va a tener el género picaresco, muchas de ellas tomadas del Lazarillo de Tormes. Así sucede con el carácter del protagonista, un antihéroe cuyos orígenes están presididos por la infamia y que sale de su hogar para servir a muchos amos en una estructura itinerante de episodios en sarta. Desde su madurez, relata su autobiografía retrospectivamente como justificación de su momento presente (en el caso de Guzmán, un condenado a galeras).
Sin embargo, también hay sutiles pero muy notables diferencias con el Lazarillo.
1. Guzmán no es ya el hijo de un molinero ladrón, sino de un hombre de negocios genovés, y su madre no es una prostituta, sino la mujer que mantiene un anciano rico por sus rentas eclesiásticas.[4]
2. El marco espacial de la narración desborda Castilla: Guzmán va de Sevilla a Roma y de Roma a Sevilla y pasa por Madrid, Toledo, Barcelona, Génova, Siena, Florencia, Bolonia, Zaragoza y Alcalá de Henares.[4]
3. La sátira de la sociedad de Alemán no se reduce a sus distintos amos: no pasan de ocho en las dos partes (y dos solo en los últimos capítulos).[4]
4. El Guzmán presenta varios niveles de relato: contiene tres historias interpoladas y no pocas digresiones morales, religiosas, políticas etc. que interrumpen el hilo narrativo principal.[4]

Si Lázaro aquel había llegado a una irónica «cumbre de toda buena fortuna» en su oficio de pregonero, Guzmán contempla su vida pasada y el mundo en el que le ha tocado vivir desde «la cumbre del monte de las miserias» (Guzmán, II, III, 8) que es para él la «atalaya de la vida humana» desde la que narra y moraliza como ejemplo ex contrario de lo que no debe ser una vida cristiana. De este modo, la narración se concibe como una «confesión general» (II, I, 1), y pese a toda la malignidad con que se conducen los hombres, siempre queda la posibilidad del arrepentimiento, que Guzmán hace efectivo al final de la misma (II, III, 8).
Pero la novela es más que una confesión personal. Es un diagnóstico del estado de la sociedad postridentina española, de la corrupción y de cómo el imperio del engaño está instalado en el mundo y, en cierta medida, una denuncia de ese statu quo con propósitos reformadores.
Por tanto, y contemplada desde un punto de vista estrictamente contemporáneo a la época en que se escribió, el Guzmán es una sátira moral ex contrario (propone un ejemplo de lo que no se debe seguir) y hunde sus raíces en la literatura didáctica que combina el entretenimiento con el provecho, que se cifra en las enseñanzas de filosofía moral que de los comentarios del narrador adulto se desprenden.

## Estructura
Desde el punto de vista estructural, es clave la «conversión» de Guzmán en el último capítulo del libro, pues acerca definitivamente los planos narrativo y moral a su fusión, así como la del Guzmanillo pícaro y el Guzmán filósofo moral. 

Ya con las desventuras iba comenzando a ver la luz de los que siguen la virtud [...]. De donde vine a considerar y díjeme una noche a mí mismo: «¿Ves aquí, Guzmán, la cumbre del monte de las miserias, adonde te ha subido tu torpe sensualidad? Ya estás arriba y para dar un salto en lo profundo de los infiernos o para con facilidad, alzando el brazo, alcanzar el cielo. [...] Vuelve y mira que, aunque sea verdad haberte traído aquí tus culpas, pon esas penas en lugar que te sean de fruto. [...] En este discurso y otros que nacieron dél, pasé gran rato de la noche, no con pocas lágrimas, con que me quedé dormido y, cuando recordé, halleme otro, no yo ni con aquel corazón viejo que antes.»
Guzmán de Alfarache II, III, 8

A pesar de que, en lo que falta para dar fin al libro, hay elementos que permiten dudar de la sinceridad de esta conversión, lo cierto es que desde ese momento en las pocas andanzas que restan Guzmán solo será objeto (y no sujeto) de latrocinios y contribuirá a desenmascarar actos delictivos ajenos. De algún modo, el pícaro ha muerto y, con él, el relato. Pese a que se promete una tercera parte, caso de que existiera (no nos ha llegado tal) solo habría dos posibilidades: la nueva recaída para continuar con el motor de avance de la historia (caída y propósitos de enmienda, más comentario moral que pretende situar todo episodio como exemplum ex contrario) o bien la conversión en hagiografía (el autor escribió una Vida de San Antonio de Padua), con un Guzmán redimido y ejemplo ahora sí beatífico.

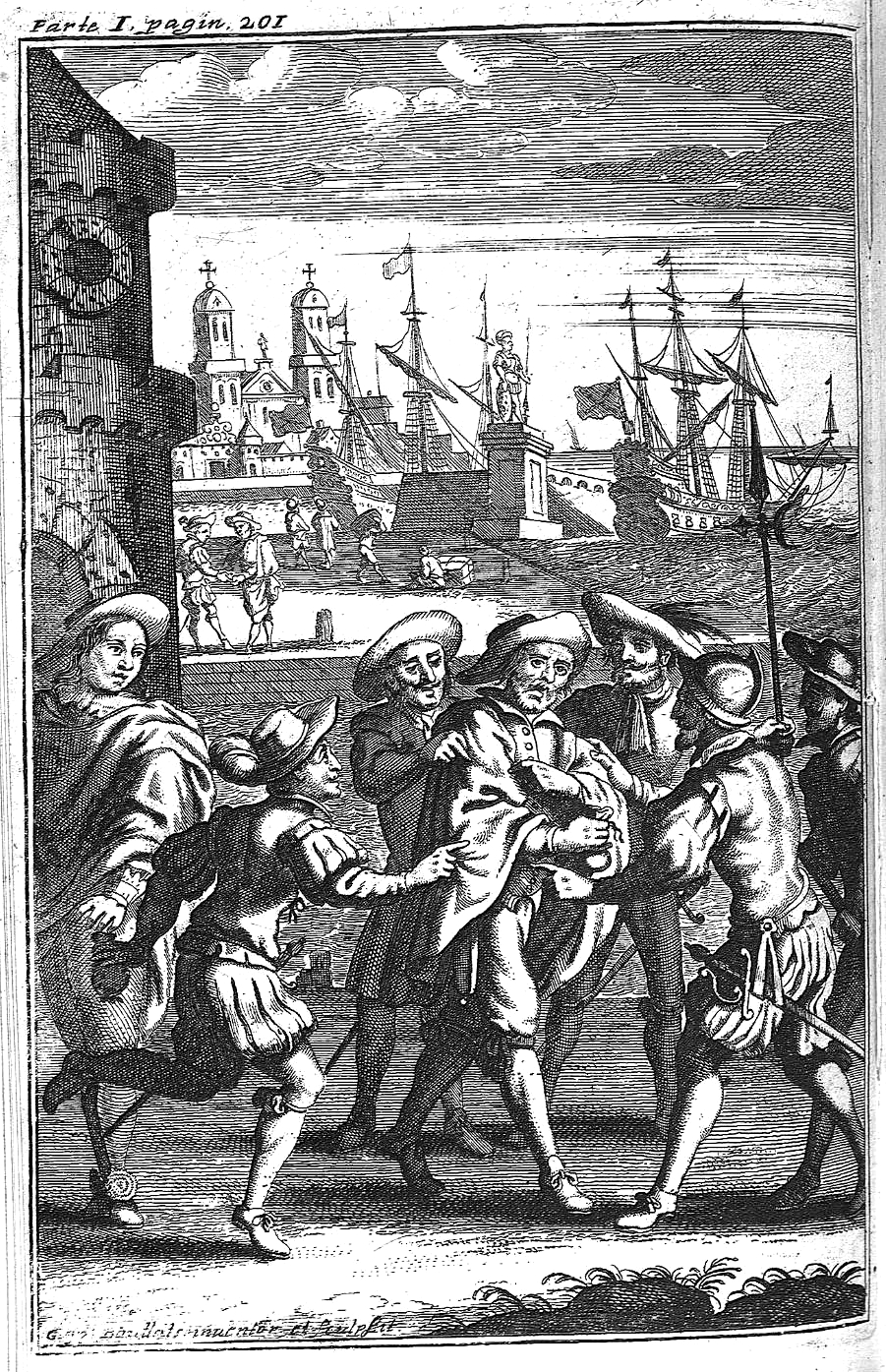
Grabado de la edición de Amberes de 1681, pág. 201.

Se ha comentado abundantemente la paradójica dualidad del Guzmán adulto —moralista implacable— y la del Guzmanillo pícaro —que encauza una vida de delincuencia—, y la contradicción de estas dos conciencias en la persona del narrador. Sin embargo, en el siglo XVII la posible digresión que suponían los comentarios morales no planteaba ninguna rémora al disfrute de la lectura, incluso en el ámbito europeo. La enorme cantidad de reediciones del libro lo ratifica. No es hasta el siglo XVIII, en que la novela comienza a tener el carácter exclusivo de entretenimiento de ficción, que Lesage publica una traducción francesa (1732) «purgada de moralidades superfluas», criterio de edición que se siguió hasta mediados del siglo XX, en que el Guzmán volvió a editarse en su forma original.
En resumidas cuentas, el libro, tal y como lo diseñó Mateo Alemán, es una ambiciosa mixtura de materiales narrativos y didácticos. Entre los primeros se cuentan no solo la trayectoria personal del pícaro, sino que se entremezclan diversos cuentos, chistes y anécdotas populares (las «consejas» según la declaración en el prólogo «Al discreto lector» de la obra: «Haz como leas lo que leyeres y no te rías de la conseja y se te pase el consejo»), entre las que se incluye la novela morisca Historia de Ozmín y Daraja; por lo que respecta a la materia didáctica, se encuentran admoniciones moralizadoras (el «consejo»), que incluyen todo tipo de digresiones críticas, satíricas o morales en forma de reflexiones que van desde el género del sermón de la oratoria sagrada hasta la sentencia o máxima.
Destaca, también desde las intenciones preliminares, la apelación a un tú, un lector destinatario del mensaje didáctico pero también cómplice de las aventuras del pícaro, que condiciona toda la estructura y contribuye al realce del propósito moral. Un «curioso lector» al que se dirige ya en el primer capítulo de la obra y que permanece como narratario a lo largo de toda ella. Incluso dialoga con él acerca de la propia condición de la obra literaria: «Ya te prevengo, para que me dejes o te armes de paciencia» (I, I, 2), «Ya dirás que te predico y que cuál es el necio que se cura con médico enfermo» (II, I, 1). En ocasiones, este uso de la segunda persona responde al desdoblamiento de la voz del narrador Guzmán que, hablando consigo mismo a modo de diálogo interior, se interpela reflexivamente. De este modo, tanto el «yo» como el «tú» adoptan funciones polivalentes.
Se ha de señalar también la influencia que tuvo la aparición en 1602 del Guzmán apócrifo de Juan Martí, oculto bajo el seudónimo de Mateo Luxán de Sayavedra. Mateo Alemán introdujo en la portada de la segunda parte el añadido «por Mateo Alemán, su verdadero autor» e hizo aparecer desde el comienzo de su obra de 1604 a un tal Sayavedra con el propósito de darle cumplida venganza. A este personaje lo tilda de «ladroncillo cicatero y bajamanero» y acaba enloqueciendo y ahogándose en el curso de una travesía marítima sin que Guzmán sienta la más mínima compasión por él.

## Estilo
Un conglomerado proteico de registros, géneros y modalidades textuales, unido a una gran variedad en las figuras que la retórica clásica ofrecía, compone el resultado estilístico del Guzmán de Alfarache.
Cabe distinguir varias voces que van desde la del Guzmán moralista, que puede acercarse al sermón barroco culto en su intrincada argumentación sentenciosa, hasta la del registro coloquial del diálogo (y no solo del diálogo) del adolescente pícaro que es Guzmanillo, pasando por el estilo llano y directo del narrador Guzmán cuando emprende la labor de historiar el relato de su vida.
Así pues, un estilo multiforme, adecuado a cada contexto, situación y personaje, dotado de múltiples recursos, informa esta obra híbrida. Mateo Alemán se sitúa en ocasiones en el límpido uso de la lengua que preconizaban los erasmistas de la primera mitad del siglo XVI y en otras utiliza la retórica más engalanada.
Sin duda, por la versatilidad narrativa, el propósito de elaborar una filosofía moral y el admirable manejo de las figuras retóricas, es el autor español más admirado por Gracián de entre sus contemporáneos, y uno de los autores de los que extrajo mayor cantidad de ejemplos en su tratado del concepto Agudeza y arte de ingenio, a pesar de no ser poeta, por su manejo de la paronomasia, la dilogía, el zeugma o el calambur. En este sentido el Guzmán es, mucho más que el Quijote, un precursor de la prosa barroca. No en vano Quevedo lo tuvo muy presente cuando escribía el Buscón hacia 1604.

## Ediciones

### Ediciones antiguas
La Primera parte de Guzmán de Alfarache estaba ya escrita en 1597 (la aprobación de la primera edición data de enero de 1598), pero Mateo Alemán tuvo que esperar casi dos años hasta ver su primera novela publicada, debido seguramente al copo de las prensas que provocó la inflación de panegíricos a la muerte de Felipe II.
Las ediciones antiguas que fueron supervisadas y corregidas sucesivamente por el propio autor son tres y se reconocen porque en ellas figura el grabado del retrato de Mateo Alemán, que el propio autor guardaba consigo en dos soportes, madera y cobre. En la primera edición, la reproducción procede del grabado en cobre y en las otras dos, de un molde xilográfico en madera. Según la introducción de José María Micó a su edición de Madrid (Cátedra, 1987), son:
- Madrid, Várez de Castro, 1599. Edición príncipe. Es conocida para su estudio ecdótico como edición A.
- Madrid, Juan Íñiguez de Lequerica, 1600. Edición B.
- Sevilla, Juan de León, 1602. Edición C.

A estas tres ha de añadirse una edición con los datos editoriales falseados, si bien todo indica que se debió a la iniciativa de Mateo Alemán, que permitió publicar otra edición espuria con el objeto de conseguir algún rendimiento económico con que paliar sus deudas, beneficios que la masiva piratería de su libro le había negado. Se trata de una edición en octavo, en Madrid, de 1601 (edición M). Todo hace pensar que se imprimió con prisas, pues presenta un texto muy deformado. Sin embargo, adelanta algunas de las correcciones que Alemán hará en la edición sevillana de 1602, lo que probaría que la responsabilidad de llevarla a cabo es del propio autor. Atribuida al librero Juan Martínez y el impresor Francisco Sánchez, en realidad corresponden a Miguel Martínez y Francisco López, conocidos «mercaderes de libros» que ponían en el mercado a menudo este tipo de ediciones piratas.
Ya desde 1599 comienzan a aparecer este tipo de ediciones impresas al margen del privilegio extendido para la princeps madrileña de Várez de Castro. Ese año aparecen en Barcelona una de Sebastián de Cormellas y otras dos de Gabriel Graells y Giraldo Dotil y en Zaragoza otra debida al librero Juan Pérez de Valdivieso. A diferencia de las legítimas, todas ellas introducen la palabra «pícaro» para adjetivar al protagonista, y titulan Primera parte de la vida del pícaro Guzmán de Alfarache. Con el tiempo se perpetuará este adjetivo sustantivado e incluso, en bibliografías modernas, se adjudica erróneamente a las ediciones legales. En el año 1600 aparecen nueve ediciones
fraudulentas más, lo que da fe de su fulgurante éxito editorial.
La editio princeps de la Segunda parte de la vida de Guzmán de Alfarache, atalaya de la vida humana, salió a luz en Lisboa, en la imprenta de Pedro Crasbeeck, en 1604. Es una edición que, según Benito Brancaforte, «contiene muchos lusitanismos y erratas», y a la que pronto siguió la de Valencia, por el impresor Pedro Patricio Mey, de 1605, de mayor fiabilidad textual.

### Ediciones modernas
Samuel Gili Gaya hizo una edición anotada en cuatro volúmenes primero para la editorial La Lectura (1926-1929), que luego pasó a la colección Clásicos Castellanos (1972-1973) de Espasa-Calpe. Después las ediciones críticas más autorizadas son las de:
- Francisco Rico, Barcelona, Planeta, 1987. ISBN 978-84-320-3886-0.
- José María Micó, Madrid, Cátedra, 1987. ISBN 978-84-376-0708-5. Edición crítica (aunque según este editor literario, no definitiva) basada en las tres ediciones revisadas por Mateo Alemán.

Otros hispanistas han editado después la obra: Benito Brancaforte, Florencio Sevilla Arroyo, Rosa Navarro Durán, Luis Gómez Canseco y Pierre Darnis.

### Ediciones digitales
- Novela picaresca, Tomo I, edición en pdf a partir de la  de Rosa Navarro Durán,, Madrid, Fundación José Antonio de Castro (Biblioteca Castro), 2004, págs. 55-346. Enlace al PDF de la Primera parte. Archivado el 20 de febrero de 2009 en Wayback Machine. (226 Kb, solo lectura).
- PDF de la Segunda parte., ed. en pdf a partir de la ed. cit. supra, págs. 347-717. Enlace al (193 Kb, solo lectura).
- Vida y hechos del pícaro Guzmán de Alfarache: atalaya de la vida humana, Amberes, Jerónimo Verdussen, 1681. Edición conjunta de las dos partes ilustrada con grabados de Gaspar Bouttats. Reproducción digital realizada por la Biblioteca Virtual de Andalucía. OCLC 181678776